# Machair

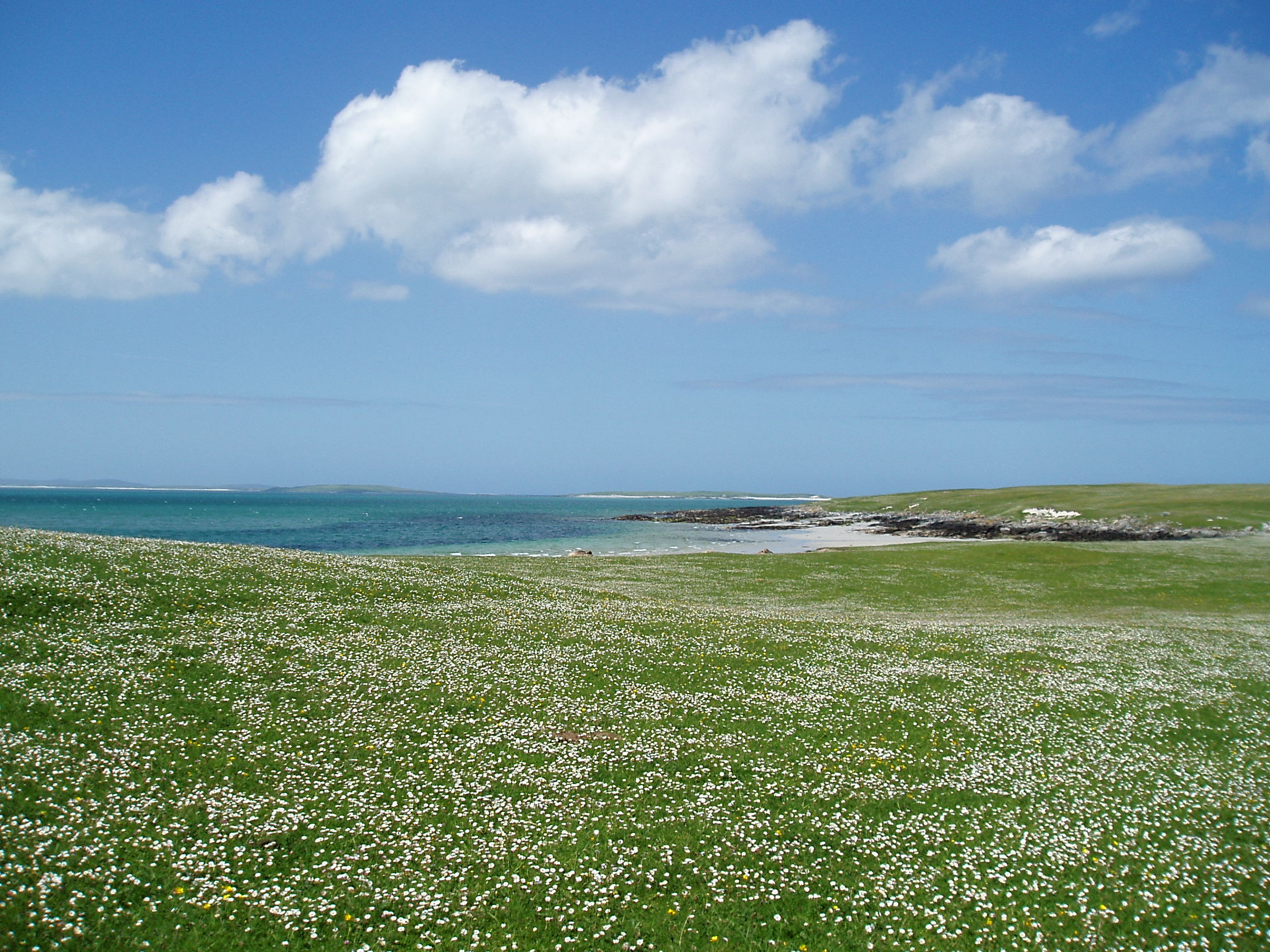
Machair in Berneray (Äußere Hebriden)

Machair ist ein gälisches Wort und bezeichnet einen sehr fruchtbaren, küstennahen Bodenmischtyp, der in Schottland und Irland zu finden ist.
Wesentliche Komponenten des Bodens sind ein hoher Anteil an mineralreichen Muschelsedimenten sowie ein Anteil organischen Substrats, häufig Torf.
Die basische Wirkung des Muschelsands und die saure Wirkung des Torfs neutralisieren sich, wirksam bleibt das besonders fruchtbare Nährstoffgemenge.
Dies führt zu einer besonders üppigen und artenreichen Vegetation, die ihrerseits wieder Grundlage für ein breites Spektrum an Tierarten ist, vor allem Insekten und Vögel.
Ein großer Teil des schottischen Machair befindet sich auf den Äußeren Hebriden und war dort als Acker- oder Weideland über Jahrtausende eine wesentliche Grundlage für die Ernährung der Bevölkerung.